# Acque profonde (film 1996)
Acque profonde (Head Above Water) è un film statunitense del 1996 diretto da Jim Wilson.
Il film è la versione americana di Hodet over vannet, pellicola norvegese diretta da Nils Gaup.

## Trama
Il giudice George e la giovane moglie Nathalie, che in passato stava per essere arrestata per una faccenda di droga, trascorrono le vacanze nella loro casa su un'isoletta al largo delle coste del Maine. Ma il periodo di relax sta per trasformarsi in un incubo: una sera, mentre George è a pesca con Lance, scultore e amico d'infanzia di Nathalie, arriva Kent, ex amante di lei. Per resistere al suo fascino, Nathalie dormirà sul divano, fino a quando la mattina seguente avrà una tremenda sorpresa: il cadavere di Kent nudo nel letto, morto apparentemente senza motivo. Nathalie spiega al marito d'averci solo parlato ma questi, geloso e arrabbiato, non le crede: comunque, il cadavere dev'essere fatto sparire senza essere notato e senza lasciare indizi compromettenti per non creare uno scandalo.
I coniugi vogliono gettarlo in mare, ma l'impresa non va a buon fine per l'intromissione di Lance, che vede George e Nathalie intenti a buttare vecchi oggetti. Sale in barca con loro e riversa in acqua gli oggetti, senza accorgersi del cadavere nascosto nella barca, pronto a subire la stessa sorte. Nonostante Nathalie distragga Lance, il marito non fa in tempo a liberarsi del corpo. Ci riesce successivamente, murandolo nei gradini della sua veranda, dopo averlo fatto a pezzi. Non appena lo scopre, inorridita, la moglie si convince che George abbia ucciso Kent, e il marito, pur negando, la lega e la sequestra, per non farla parlare.
Nathalie fugge da Lance, dove scopre che l'amico e Kent si sono visti la sera della morte. Convinta ora che il colpevole sia Lance, scappa dalla sua abitazione, inseguita dal giovane, che professa la sua innocenza. Lance viene ucciso da George, il quale lega nuovamente la moglie, questa volta nella veranda. Ammette la pianificazione dell'omicidio; la sera del delitto, aveva letto in una cartolina di Kent che questi sarebbe venuto e l'aveva imbucata nella cassetta postale di Lance. Aveva inoltre messo del metanolo in una bottiglia di vodka, sapendo che Kent l'avrebbe bevuta. A un certo punto però, George, molto incline all'alcol durante il susseguirsi delle peripezie, si accorge di aver bevuto del metanolo. Cade in acqua, dove muore trafitto nel crollo della veranda, causato dai vari sforzi di Nathalie per liberarsi. La donna ha ormai capito come sono andate le cose: Kent, che aveva problemi di cuore, è morto d'infarto.
Caduta anch'essa in acqua, viene salvata da un poliziotto, a cui racconta la vicenda.

## Produzione
Le riprese del film si svolsero dal 25 luglio 1995 al 26 settembre 1995.

### Luoghi delle riprese
Il film è stato girato a Phippsburg, nel Maine.

## Distribuzione
Il film è uscito negli Stati Uniti il 5 novembre 1996 e in Italia il 15 novembre dello stesso anno.

## Incassi
Il film ha incassato 56 774 192 dollari.

## Slogan promozionali
- «A comedy about keeping your ex-lover a secret, your husband in the dark and your head above water.»
«Una commedia su come tenere segreto il vostro ex-amante, vostro marito all'oscuro e la testa fuori dall'acqua.»
- «Murder just became a water sport.»
«L'omicidio è appena diventato uno sport acquatico.»

## Curiosità
- Alla fine dei titoli di coda c'è una scena aggiuntiva che mostra il falco di Lance, Mo, appoggiato a una scogliera vicino alla riva, che mastica i resti della cartolina di Kent.[2]

## Riconoscimenti
- Sitges - Catalonian International Film Festival - Premio per la migliore colonna sonora